# 村井啟太郎
村井啟太郎（1875年—?），出身日本福冈县，记者、实业家，曾任大连市市长。

## 生平
明治28年（1895年），村井啟太郎毕业于熊本五高1部法科。1898年，村井启太郎自东京帝国大学法科毕业，入东京《朝日新闻》社任记者。明治33年（1900年）庚子事变之際，日本率先派军队到北京镇压，他参加義勇兵，受东京朝日新闻社派为特派员，驻北京采访。其间，他还充当随军记者考察辽东半岛。他以“筑紫二郎”为笔名，在《朝日新聞》上发表了许多随军见闻。自1900年（明治33年）8月29日起，《朝日新聞》开始连载其《北京籠上日記》。他因《北京籠上日記》而声名鹊起。他还因功受奖。 
1907年3月起，他任满铁嘱托、调查员、地方课课长等职。 1920年12月至1924年9月，他任日本统治时期第二任大连市市长，任期未满即辞职。1923年，他任满洲银行頭取（即总经理）。他还曾任南满矿业、大連取引所信託取締役，作为大连实业界的中心人物十分活躍。此外，他还历任大连市税务委员，关东厅经济调查会委员，大连民政署土地评价委员，大连慈惠医院监事、大连商工会议所常务议员、会长，满洲法政学院院长等职务。

## 著作
- 村井啟太郎，露国憲法，文明堂，1904年